# The Tempest (film 1911)
The Tempest è un cortometraggio muto del 1911 diretto da Edwin Thanhouser.

## Produzione
Il film fu prodotto dalla Thanhouser Film Corporation.

## Distribuzione
Distribuito dalla Motion Picture Distributors and Sales Company, il film - un cortometraggio in una bobina - uscì nelle sale cinematografiche statunitensi il 28 novembre 1911.